# На плечо!
«На плечо!» (англ. Shoulder Arms) — третий немой кинофильм, снятый Чарли Чаплином для компании First National Pictures.

## Съёмки фильма
Фильм снимался во время Первой мировой войны. В начале мая 1918 года Чаплин вернулся из турне по США в Голливуд. Первоначальное название — «Фильм № 2, «Маскировка». Производство фильма началось 27 мая 1918 года, закончилось 16 сентября 1918 года. Чаплин планировал снять фильм в пяти частях. Начало должно было изображать «жизнь дома», середина — «войну», а конец — «банкет», на котором все монархи Европы чествовали Бродягу за пленение кайзера. Была снята часть «жизнь дома», начались съёмки «банкета», но они не вошли в фильм.
Своего героя Чаплин одел в солдатский мундир, сшитый явно не по размеру, нацепил ему на пояс массу «самых необходимых» солдату вещей, включая терку и машинку для взбивания яичных желтков, и отправил его за океан на поля сражения Европы. Фильм имел большой успех, особенно среди солдат.
Во время съёмок «На плечо!» Чаплин ещё снял короткий пропагандистский фильм «Облигация», действие которого также происходит во время Первой мировой войны и разворачивается вокруг облигации займа свободы, спасающей жизнь одного солдата.

## Сюжет
Новобранец Шарло находится в тренировочном лагере американской пехоты. 
После тренировок он ложится спать в палатке и видит сон:
Шарло попадает на передовую во Франции. Повсюду взрываются бомбы, новобранец вспоминает о мирной жизни. Приносят почту — Шарло не получает писем. Он читает чужое письмо через плечо солдата. Приходят посылки Красного Креста. Новобранцу достаётся кекс и сыр Лимбургер. Шарло надевает газовую маску и выбрасывает сыр в германские окопы. Начинается дождь, окопы заливает водой. Солдаты спят ночью в воде.
На следующее утро во время атаки Шарло берёт в плен 13 германских солдат. Офицер спрашивает его: «Как ты сделал это?». Новобранец отвечает: «Я их окружил!».
Шарло хватает германского офицера и шлёпает его по заднице, как ребёнка. Германские солдаты радостно аплодируют. В роли германского офицера — Лойал Андервуд, его рост был ещё меньше роста Чаплина.
Новобранец с друзьями отправляется на секретное задание в тыл врага. Шарло в костюме дерева спасает от расстрела своего друга. Он убегает от германского патруля и прячется в полуразрушенном коттедже, хозяйка которого — молодая француженка. Приходит германский патруль и арестовывает девушку. Её уводят в германский штаб. Шарло отправляется спасать хозяйку.
В это время в штаб приезжают кайзер, кронпринц и фельдмаршал фон Гинденбург. Новобранец берёт их в плен и на автомобиле кайзера приезжает на американские позиции. Все поздравляют Шарло, и тут его будят в палатке тренировочного лагеря.

## В ролях
- Чарли Чаплин — Шарло, новобранец
- Эдна Пёрвиэнс — французская девушка
- Сидни Чаплин — сержант, друг Шарло / кайзер
- Джек Уилсон — кронпринц
- Генри Бергман — германский сержант / фельдмаршал фон Гинденбург / человек в воспоминаниях Шарло
- Альберт Остин — американский солдат / германский солдат / бородатый германский офицер
- Том Уилсон — сержант в тренировочном лагере / германский солдат с топором
- Лойал Андервуд — германский офицер
- Джон Рэнд — американский солдат

## Интересные факты
- Германские солдаты в фильме ходят в прусских шлемах «Pickelhaube», образца 1842, хотя в 1916 году германская армия начала переходить на стальной шлем М16, образца 1916 года.
- Шлемы американских солдат в фильме стилизованы под котелок Бродяги. На вооружении армии США в то время стояли шлемы М1917 — образца 1917 года. Они были практически полностью идентичны британскому шлему MkI.
- Германский патруль в фильме вооружён лёгким пулемётом Lewis, принятым на вооружение армией США в 1917 году.
- В роли кайзера и американского сержанта снялся старший брат Чаплина — Сидни Чаплин.

## Художественные особенности
… благодаря мастерству художника самая безудержная буффонада оказалась здесь в органическом единстве с реалистическим замыслом, ибо вся трагикомическая эксцентриада покоилась на чрезвычайно правдивом психологическом основании… Чарли совершал свои невероятные подвиги во время сна в палатке, благодаря чему зрители воспринимали их не «всерьез», а как шутку, пародию на голливудские военные «боевики», как остроумное высмеивание выдуманных героев и их неправдоподобных подвигов. Художественному единству фильма способствовали также брошенный тут и там легкий намек, легкая насмешка, которые выявляли подлинное отношение автора к своему Чарли и его поступкам… «На плечо!» был первым в истории кино подлинно антивоенным художественным фильмом.
— А. В. Кукаркин. Чарли Чаплин. — 2-е изд. — М.: Искусство, 1988. — С. 60—62.